# Memory Box
 (mars 2021).
Si vous disposez d'ouvrages ou d'articles de référence ou si vous connaissez des sites web de qualité traitant du thème abordé ici, merci de compléter l'article en donnant les références utiles à sa vérifiabilité et en les liant à la section « Notes et références ».
Pour plus de détails, voir Fiche technique et Distribution.
Memory Box est un film franco-canado-libanais réalisé par Joana Hadjithomas et Khalil Joreige, sorti en 2021.

## Synopsis
Le jour de Noël, un mystérieux colis est livré chez Alex et sa mère, Maia. Des cahiers, cassettes, photos que Maia, de 13 à 18 ans, a envoyés de Beyrouth à sa meilleure amie partie à Paris pour fuir la guerre civile. Maia refuse d'ouvrir cette boite de Pandore, mais Alex s'y plonge en cachette, découvrant, entre fantasme et réalité, l'adolescence tumultueuse de sa mère et des secrets bien gardés.

## Fiche technique
Sauf indication contraire, les informations mentionnées dans cette section peuvent être confirmées par la base de données cinématographiques IMDb,  présente dans la section « Liens externes ».
- Titre français : Memory Box
- Réalisation : Joana Hadjithomas et Khalil Joreige
- Scénario : Joana Hadjithomas, Khalil Joreige et Gaëlle Macé
- Décors : Maia El Khoury
- Costumes : Lara Mae Khamis
- Photographie : Josée Deshaies
- Son : Guillaume Le Braz
- Montage : Tina Baz
- Production : Carole Scotta
- Sociétés de production : Haut et Court, micro_scope, Abbout Productions
- SOFICA : LBPI 12
- Société de distribution : Haut et Court (France)
- Pays de production :  France -  Canada -  Liban
- Format : couleur — 2,35:1 — son 5.1
- Genre : drame
- Durée : 102 minutes
- Dates de sortie :
  - Allemagne : 1er mars 2021 (Berlinale 2021)[1]
  - France : 19 janvier 2022

## Distribution
- Rim Turki : Maia adulte
- Paloma Vauthier : Alex
- Clémence Sabbagh : Téta
- Manal Issa : Maia adolescente
- Isabelle Zighondi
- Nisrine Abi Samra
- Hassan Akil : Raja
- Rabih Mroue : Raja adulte
- Michelle Bado : Michelle
- Halim Abiad : Halim jeune
- Patrick Chemali : Halim adulte

## Production

### Tournage
Le tournage s'est terminé juste avant les explosions au port de Beyrouth du 4 août 2020.

## Sortie

### Accueil critique
En France, le site Allociné recense une moyenne des critiques presse de 3,5/5.
Sorti le 19 janvier 2022 dans les salles françaises, il enregistre 25 241 entrées au box-office 2022.

## Distinction
- Berlinale 2021 : sélection officielle